# Torre Castiglione
Torre Castiglione, eretta attorno al 1568 e situata in una zona disabitata del litorale tra Torre Lapillo e Torre Colimena, nell'attuale comune di Porto Cesareo, è tra quelle meno conosciute del sistema difensivo costituito da torri di avvistamento costiere volute da Carlo V per contrastare le frequenti incursioni di pirati Turchi nel Salento. Di questa torre oggi rimangono solo dei ruderi.